# Alessandra Perilli
Alessandra Perilli (ur. 1 kwietnia 1988 w Rimini) – sanmaryńska strzelczyni włoskiego pochodzenia specjalizująca się w trapie, brązowa medalistka igrzysk olimpijskich.

## Kariera
Strzelectwo uprawia od 2003 roku. Do 2007 roku reprezentowała Włochy – kraj pochodzenia jej ojca. W 2008 roku w barwach San Marino została brązową medalistką mistrzostw Europy juniorów. Jest srebrną medalistką igrzysk małych państw Europy z 2009 roku oraz trzykrotną medalistką igrzysk śródziemnomorskich. Na mistrzostwach świata w 2010 roku zdobyła brązowy medal w trapie drużynowym. Trzy lata później na mistrzostwach Europy zajęła czwarte miejsce. W 2015 roku została brązową medalistką igrzysk europejskich w trapie mieszanym w parze z Manuelem Mancinim.

## Igrzyska olimpijskie
Na igrzyskach olimpijskich zadebiutowała w 2012 roku w Londynie. W konkurencji trapu udało się jej awansować do finału, zajmując ostatecznie czwarte miejsce po porażce po dogrywce z Francuzką Delphine Réau. Był to najlepszy wynik w historii występów reprezentacji San Marino. Cztery lata później w Rio de Janeiro odpadła w kwalifikacjach, kończąc na 16. pozycji. Podczas Igrzysk Olimpijskich 2020 w Tokio zdobyła brązowy medal, zostając pierwszym w historii sanmaryńskim medalistą olimpijskim oraz medalistą reprezentującym najmniejszy kraj w historii. 31 lipca 2021 w parze z Gian Marco Bertim zdobyła srebrny medal.
| Igrzyska | Miejscowość    | Konkurencja | Kwalifikacje | Kwalifikacje | Finał | Finał   |
| Igrzyska | Miejscowość    | Konkurencja | Wynik        | Pozycja      | Wynik | Pozycja |
| -------- | -------------- | ----------- | ------------ | ------------ | ----- | ------- |
| IO 2012  | Londyn         | Trap        | 71           | 5. Q         | 93    | 4.      |
| IO 2016  | Rio de Janeiro | Trap        | 63           | 16.          | NQ    | NQ      |
| IO 2020  | Tokio          | Trap        | 122          | Q            | 29    | 3.      |
| IO 2020  | Tokio          | Trap        | 148          | 2. Q         | 40    | 2.      |

## Życie prywatne
Urodziła się w Rimini jako córka Włocha i Sanmarynki. Jej siostrą jest Arianna Perilli. Jest mężatką i mieszka w Borgo Maggiore.